# La Borinqueña
La Borinqueña ist die Nationalhymne des Commonwealth of Puerto Rico.
(Text von Manuel Fernández Juncos, 1903)
La tierra de Borinquén
donde he nacido yo,
es un jardín florido
de mágico primor.
Un cielo siempre nítido
le sirve de dosel
y dan arrullos plácidos
las olas a sus pies.
Cuando a sus playas llegó Colón;
Exclamó lleno de admiración;
"Oh!, oh!, oh!, esta es la linda
tierra que busco yo".
Es Borinquén la hija,
la hija del mar y el sol,
del mar y el sol,
del mar y el sol,
del mar y el sol,
del mar y el sol.